# Pseudoppia mediocris
Pseudoppia mediocris är en kvalsterart som först beskrevs av Mihelcic 1957.  Pseudoppia mediocris ingår i släktet Pseudoppia och familjen Pseudoppiidae. Inga underarter finns listade i Catalogue of Life.